# Trent Williams
Trent Williams (* 19. Juli 1988 in Longview, Texas) ist ein US-amerikanischer American-Football-Spieler in der National Football League (NFL). Er spielt für die San Francisco 49ers als Offensive Tackle.

## College
Williams besuchte die University of Oklahoma und spielte für deren Team, die Sooners, unter anderen gemeinsam mit Sam Bradford und DeMarco Murray College Football. Er wurde in unterschiedlichen Positionen in der Offensive Line eingesetzt und für seine guten Leistungen in diverse Auswahlmannschaften gewählt.

## NFL

### Washington Redskins
Beim NFL Draft 2010 wurde er von den Washington Redskins bereits in der 1. Runde als insgesamt 4. Spieler ausgewählt und kam schon in seiner Rookie-Saison in jedem Spiel zum Einsatz, mit einer Ausnahme sogar immer als Starter.
Trotz diverser Probleme – so wurde er 2011 wegen Drogenmissbrauchs für 4 Spiele suspendiert, 2013 erhielt er eine Strafe von 7.875 Dollar, weil er Richard Sherman von den Seattle Seahawks ins Gesicht schlug und im selben Jahr konnte er nicht am Pro Bowl teilnehmen, da er sich bei einer Schlägerei in einem Nachtclub verletzte – wählten ihn seine Mitspieler wiederholt zu einem der beiden Mannschaftskapitäne der Offense.
Für seine konstant guten Leistungen wurde er zwischen 2012 und 2018 jedes Jahr in den Pro Bowl gewählt.
Nachdem sich Williams einen gutartigen Tumor am Kopf operativ entfernen lassen musste, zeigte er sich höchst unzufrieden mit der medizinischen Versorgung und bestreikte seit dem Sommer 2019 sein Team, um einen Wechsel zu erzwingen.

### San Francisco 49ers
Am 25. April 2020 gaben die Redskins Williams gegen einen Fünftrundenpick im Draft 2020 und einen Drittrundenpick 2021 an die San Francisco 49ers ab. Am 23. März 2021 unterschrieb er einen neuen Sechsjahresvertrag mit den 49ers über 138,06 Millionen US-Dollar, womit er zum bestbezahlten Offensive Liner aller Zeiten wurde. Mit den 49ers erreichte er 2021 das NFC Championship Game, welches sie mit 17:20 gegen die Los Angeles Rams verloren.